# Liste des gouverneurs de la partie française de Saint-Christophe
En 1625, Saint-Christophe devient la première colonie française fondée aux Antilles, située dans les parties Nord-Ouest (Capesterre) et Sud-Est (Basse terre) de l'île de Saint-Christophe. Entre juin 1690 et le 20 septembre 1697, au cours de la guerre de la Ligue d'Augsbourg, toute l'île passe sous contrôle anglais après que les Français en ont été chassés. Le 16 juillet 1702, les Anglais annexent la colonie française qui est officiellement cédée au royaume de Grande-Bretagne le 11 avril 1713 par le traité d'Utrecht.
À partir de 1648, les colonies de Saint-Barthélemy et de Saint-Martin sont des dépendances de la colonie de Saint-Christophe, ainsi que Sainte-Croix à partir de 1650. Les gouverneurs de Saint-Christophe ont autorité sur l'ensemble de ces territoires.
| Début                                       | Fin               | Identité                                      |
| ------------------------------------------- | ----------------- | --------------------------------------------- |
| 1625                                        | Décembre 1636     | Pierre Belain d'Esnambuc                      |
| Décembre 1636                               | 1638              | Pierre du Halde                               |
| 6 janvier 1638                              | 12 janvier 1639   | René de Béthoulat de La Grange-Fromenteau     |
| 12 janvier 1639                             | 6 janvier 1645    | Philippe de Longvilliers de Poincy (1re fois) |
| 6 janvier 1645                              | Janvier 1646      | Robert de Longvilliers de Poincy              |
| Janvier 1646                                | 1653              | Philippe de Longvilliers de Poincy (2e fois)  |
| 1653                                        | 1657              | Charles Jacques Huault de Montmagny (de jure) |
| 1653 (de facto) 1657(de jure)               | 11 avril 1660     | Philippe de Longvilliers de Poincy (3e fois)  |
| 11 avril 1660                               | 22 avril 1666     | Charles de Sales                              |
| 22 avril 1666                               | Juin 1689         | Claude de Roux de Saint-Laurent               |
| Juin 1689                                   | Juin 1690         | Charles de Pechpeyrou-Comminges de Guitaut    |
| Occupation anglaise (1690-1697)             |                   |                                               |
| Début                                       | Fin               | Identité                                      |
| Juin 1690                                   | 20 septembre 1697 | Thomas Hill                                   |
| Gouverneurs de Saint-Christophe (1697-1702) |                   |                                               |
| Début                                       | Fin               | Identité                                      |
| 20 septembre 1697                           | 1698              | M. de Geranis (intérim)                       |
| 1699                                        | 16 juillet 1702   | Jean-Baptiste de Gennes, comte d'Oyac         |